# John Storey (aviron)
Pour les articles homonymes, voir John Storey.
John Storey, né le 19 juillet 1987 à Cambridge, au Royaume-Uni, est un rameur néo-zélandais.

## Carrière
Né en Grande-Bretagne, ses parents s'installent à Christchurch, en Nouvelle-Zélande alors qu'il avait 13 ans.
Il est sacré champion du monde de deux de couple en 2017.